# Comuna Oleksandrivka, Mahdalînivka
Oleksandrivka (în ucraineană Олександрівка) este o comună în raionul Mahdalînivka, regiunea Dnipropetrovsk, Ucraina, formată din satele Maloandriivka, Oleksandrivka (reședința) și Zaporijjea.

## Demografie
Componența lingvistică a satului Oleksandrivka
     Ucraineană (91,58%)
     Rusă (7,43%)
     Alte limbi (0,84%)
Conform recensământului din 2001, majoritatea populației satului Oleksandrivka era vorbitoare de ucraineană (91,58%), existând în minoritate și vorbitori de rusă (7,43%).